# (1277) Dolores
(1277) Dolores es un asteroide perteneciente al cinturón de asteroides descubierto el 18 de abril de 1933 por Grigori Nikoláievich Neúimin desde el observatorio de Simeiz en Crimea.
Está nombrado en honor de Dolores Ibárruri Gómez (1895-1989), política española.